# Inomhusvärldsmästerskapen i friidrott 2016
Inomhusvärldsmästerskapen i friidrott 2016 arrangerades i Portland, Oregon, USA under perioden 17–20 mars 2016. Att staden skulle stå som värd för mästerskapen beslutades av IAAF i november 2013.
Tävlingarna hölls i Oregon Convention Center, en stor mässhall vilken för evenemanget hade installerat en friidrottsanläggning med sedvanlig oval 200-metersbana och som för detta ändamål hade en publikkapacitet på drygt 7 000 åskådare.

## Kvalificeringskrav
| Disciplin         | Män       | Män                | Kvinnor   | Kvinnor            |
| Disciplin         | Inomhus   | Utomhus            | Inomhus   | Utomhus            |
| ----------------- | --------- | ------------------ | --------- | ------------------ |
| 60 m              | 6,65 s    | 10,15 s (100 m)    | 7,32 s    | 11,20 s (100 m)    |
| 400 m             | 46,70 s   | 45,10 s            | 53,15 s   | 51,20 s            |
| 800 m             | 1.46,50   | 1.44,00            | 2.02,50   | 1.58,50            |
| 1 500 m           | 3.39,50   | 3.33,00            | 4.13,00   | 4.03,00            |
| 3 000 m           | 7.50,00   | 7.40,00            | 9.00,00   | 8.36,00            |
| 60 m häck         | 7,72      | 13,45 (110 m häck) | 8,14      | 12,85 (100 m häck) |
| Stafett 4 × 400 m | Inga krav | Inga krav          | Inga krav | Inga krav          |
| Längdhopp         | 8,18 m    | 8,18 m             | 6,75 m    | 6,75 m             |
| Tresteg           | 17,00 m   | 17,00 m            | 14,30 m   | 14,30 m            |
| Höjdhopp          | 2,33 m    | 2,33 m             | 1,97 m    | 1,97 m             |
| Stavhopp          | 5,77 m    | 5,77 m             | 4,71 m    | 4,71 m             |
| Kula              | 20,50 m   | 20,50 m            | 18,10 m   | 18,10 m            |

## Tävlingarna

### Deltagare
Det preliminära deltagarantalet var 547 idrottare från 148 länder (inklusive ej oberoende territorier som är medlemmar i IAAF). I november 2015 meddelades att Ryssland tillsvidare stängs av från internationella tävlingar eftersom WADA avslöjat systematisk dopning i rysk friidrott. Det innebar att ryska friidrottare missade inomhusvärldsmästerskapen 2016.

### Kalender
| H | Försöksheat | ½ | Semifinal | F | Final |

| Datum →   | 17 mars | 18 mars | 18 mars | 18 mars | 19 mars | 19 mars | 20 mars | 20 mars |
| Gren ↓    | Em      | Fm      | Em      | Em      | Fm      | Em      | Fm      | Fm      |
| --------- | ------- | ------- | ------- | ------- | ------- | ------- | ------- | ------- |
| 60 m      |         | H       | ½       | F       |         |         |         |         |
| 400 m     |         | H       | ½       | ½       |         | F       |         |         |
| 800 m     |         | H       |         |         |         | F       |         |         |
| 1 500 m   |         |         | H       | H       |         |         | F       | F       |
| 3 000 m   |         | H       |         |         |         |         | F       | F       |
| 60 m häck |         |         |         |         |         | H       | ½       | F       |
| 4 × 400 m |         |         |         |         | H       |         | F       | F       |
| Längdhopp |         |         |         |         |         |         | F       | F       |
| Tresteg   |         |         |         |         |         | F       |         |         |
| Höjdhopp  |         |         |         |         |         | F       |         |         |
| Stavhopp  | F       |         |         |         |         |         |         |         |
| Kula      |         |         | F       | F       |         |         |         |         |
| Sjukamp   |         | F       | F       | F       | F       | F       |         |         |

| Datum →   | 17 mars | 18 mars | 18 mars | 18 mars | 19 mars | 19 mars | 19 mars | 20 mars |
| Gren↓     | Em      | Fm      | Em      | Em      | Fm      | Em      | Em      | Fm      |
| --------- | ------- | ------- | ------- | ------- | ------- | ------- | ------- | ------- |
| 60 m      |         |         |         |         | H       | ½       | F       |         |
| 400 m     |         | H       | ½       | ½       |         | F       | F       |         |
| 800 m     |         |         |         |         | H       |         |         | F       |
| 1 500 m   |         | H       |         |         |         | F       | F       |         |
| 3 000 m   |         |         |         |         |         |         |         | F       |
| 60 m häck |         |         | H       | F       |         |         |         |         |
| 4 × 400 m |         |         |         |         |         |         |         | F       |
| Längdhopp |         |         | F       | F       |         |         |         |         |
| Tresteg   |         |         |         |         | F       |         |         |         |
| Höjdhopp  |         |         |         |         |         |         |         | F       |
| Stavhopp  | F       |         |         |         |         |         |         |         |
| Kula      |         |         |         |         |         | F       | F       |         |
| Femkamp   |         | F       | F       | F       |         |         |         |         |

## Resultat och medaljfördelning

### Män
| Gren | Guld                                                          | Guld                                                          | Silver                                                 | Silver                                                 | Brons                                                        | Brons                                                        | Detaljer |
| 60 meter | Trayvon Bromell                                               | USA                                                           | Asafa Powell                                           | Jamaica                                                | Ramon Gittens                                                | Barbados                                                     | Resultat |
| 60 meter | 6,47 s PB                                                     | 6,47 s PB                                                     | 6,50 s                                                 | 6,50 s                                                 | 6,51 s NR                                                    | 6,51 s NR                                                    | Resultat |
| 400 m | Pavel Maslák                                                  | Tjeckien                                                      | Abdalelah Haroun                                       | Qatar                                                  | Deon Lendore                                                 | Trinidad och Tobago                                          | Resultat |
| 400 m | 45,44 s                                                       | 45,44 s                                                       | 45,59 s SB                                             | 45,59 s SB                                             | 46,17 s                                                      | 46,17 s                                                      | Resultat |
| 800 m | Boris Berian                                                  | USA                                                           | Antoine Gakeme                                         | Burundi                                                | Erik Sowinski                                                | USA                                                          | Resultat |
| 800 m | 1.45,83 SB                                                    | 1.45,83 SB                                                    | 1.46,65 SB                                             | 1.46,65 SB                                             | 1.47,22                                                      | 1.47,22                                                      | Resultat |
| 1 500 m | Matthew Centrowitz                                            | USA                                                           | Jakub Holuša                                           | Tjeckien                                               | Nicholas Willis                                              | Nya Zeeland                                                  | Resultat |
| 1 500 m | 3.44,22                                                       | 3.44,22                                                       | 3.44,30                                                | 3.44,30                                                | 3.44,37                                                      | 3.44,37                                                      | Resultat |
| 3 000 m | Yomif Kejelcha                                                | Etiopien                                                      | Ryan Hill                                              | USA                                                    | Augustine Kiprono Choge                                      | Kenya                                                        | Resultat |
| 3 000 m | 7.57,21                                                       | 7.57,21                                                       | 7.57,39                                                | 7.57,39                                                | 7.57,43                                                      | 7.57,43                                                      | Resultat |
| 60 m häck | Omar McLeod                                                   | Jamaica                                                       | Pascal Martinot-Lagarde                                | Frankrike                                              | Dimitri Bascou                                               | Frankrike                                                    | Resultat |
| 60 m häck | 7,41 s WL                                                     | 7,41 s WL                                                     | 7,46 s SB                                              | 7,46 s SB                                              | 7,48 s                                                       | 7,48 s                                                       | Resultat |
| Sjukamp | Ashton Eaton                                                  | USA                                                           | Oleksij Kasianov                                       | Ukraina                                                | Mathias Brugger                                              | Tyskland                                                     | Resultat |
| Sjukamp | 6 470 p WL                                                    | 6 470 p WL                                                    | 6 182 p SB                                             | 6 182 p SB                                             | 6 126 p PB                                                   | 6 126 p PB                                                   | Resultat |
| Längdhopp | Marquis Dendy                                                 | USA                                                           | Fabrice Lapierre                                       | Australien                                             | Huang Changzhou                                              | Kina                                                         | Resultat |
| Längdhopp | 8,26 m                                                        | 8,26 m                                                        | 8,25 m KR                                              | 8,25 m KR                                              | 8,21 m PB                                                    | 8,21 m PB                                                    | Resultat |
| Tresteg | Dong Bin                                                      | Kina                                                          | Max Hess                                               | Tyskland                                               | Benjamin Compaoré                                            | Frankrike                                                    | Resultat |
| Tresteg | 17,33 m                                                       | 17,33 m                                                       | 17,14 m PB                                             | 17,14 m PB                                             | 17,09 m SB                                                   | 17,09 m SB                                                   | Resultat |
| Höjdhopp | Gianmarco Tamberi                                             | Italien                                                       | Robert Grabarz                                         | Storbritannien                                         | Erik Kynard                                                  | USA                                                          | Resultat |
| Höjdhopp | 2,36 m                                                        | 2,36 m                                                        | 2,33 m SB                                              | 2,33 m SB                                              | 2,33 m SB                                                    | 2,33 m SB                                                    | Resultat |
| Stavhopp | Renaud Lavillenie                                             | Frankrike                                                     | Sam Kendricks                                          | USA                                                    | Piotr Lisek                                                  | Polen                                                        | Resultat |
| Stavhopp | 6,02 m CR                                                     | 6,02 m CR                                                     | 5,80 m                                                 | 5,80 m                                                 | 5,75 m                                                       | 5,75 m                                                       | Resultat |
| Kula | Tomas Walsh                                                   | Nya Zeeland                                                   | Andrei Gag                                             | Rumänien                                               | Filip Mihaljević                                             | Kroatien                                                     | Resultat |
| Kula | 21,78 m WL KR NR                                              | 21,78 m WL KR NR                                              | 20,89 m SB                                             | 20,89 m SB                                             | 20,87 m PB                                                   | 20,87 m PB                                                   | Resultat |
| 4 × 400 m | USA                                                           | USA                                                           | Bahamas                                                | Bahamas                                                | Trinidad och Tobago                                          | Trinidad och Tobago                                          | Resultat |
| 4 × 400 m | Kyle Clemons Calvin Smith Christopher Giesting Vernon Norwood | Kyle Clemons Calvin Smith Christopher Giesting Vernon Norwood | Michael Mathieu Alonzo Russell Shavez Hart Chris Brown | Michael Mathieu Alonzo Russell Shavez Hart Chris Brown | Jarrin Solomon Lalonde Gordon Ade Alleyne-Forte Deon Lendore | Jarrin Solomon Lalonde Gordon Ade Alleyne-Forte Deon Lendore | Resultat |
| 4 × 400 m | 3.02,45 WL                                                    | 3.02,45 WL                                                    | 3.04,75 NR                                             | 3.04,75 NR                                             | 3.05,51 NR                                                   | 3.05,51 NR                                                   | Resultat |
| Förkortningar: WR = Världsrekord \| KR = Kontinentrekord \| NR = Nationsrekord \| CR = Mästerskapsrekord \| WL = Världsårsbästa \| PB = Personbästa \| SB = Årsbästa |                                                               |                                                               |                                                        |                                                        |                                                              |                                                              |          |

### Kvinnor
| Gren | Guld                                                         | Guld                                                         | Silver                                                            | Silver                                                            | Brons                                                         | Brons                                                         | Detaljer |
| 60 meter | Barbara Pierre                                               | USA                                                          | Dafne Schippers                                                   | Nederländerna                                                     | Elaine Thompson                                               | Jamaica                                                       | Resultat |
| 60 meter | 7,02 s                                                       | 7,02 s                                                       | 7,04 s                                                            | 7,04 s                                                            | 7,06 s                                                        | 7,06 s                                                        | Resultat |
| 400 m | Oluwakemi Adekoya                                            | Bahrain                                                      | Ashley Spencer                                                    | USA                                                               | Quanera Hayes                                                 | USA                                                           | Resultat |
| 400 m | 51,45 s KR                                                   | 51,45 s KR                                                   | 51,72 s                                                           | 51,72 s                                                           | 51,76 s                                                       | 51,76 s                                                       | Resultat |
| 800 m | Francine Niyonsaba                                           | Burundi                                                      | Ajee Wilson                                                       | USA                                                               | Margaret Wambui                                               | Kenya                                                         | Resultat |
| 800 m | 2.00,01 WL                                                   | 2.00,01 WL                                                   | 2.00,27                                                           | 2.00,27                                                           | 2.00,44 PB                                                    | 2.00,44 PB                                                    | Resultat |
| 1 500 m | Sifan Hassan                                                 | Nederländerna                                                | Dawit Seyaum                                                      | Etiopien                                                          | Gudaf Tsegay                                                  | Etiopien                                                      | Resultat |
| 1 500 m | 4.04,96                                                      | 4.04,96                                                      | 4.05,30                                                           | 4.05,30                                                           | 4.05,71                                                       | 4.05,71                                                       | Resultat |
| 3 000 m | Genzebe Dibaba                                               | Etiopien                                                     | Meseret Defar                                                     | Etiopien                                                          | Shannon Rowbury                                               | USA                                                           | Resultat |
| 3 000 m | 8.47,43                                                      | 8.47,43                                                      | 8.54,26                                                           | 8.54,26                                                           | 8.55,55                                                       | 8.55,55                                                       | Resultat |
| 60 m häck | Nia Ali                                                      | USA                                                          | Brianna Rollins                                                   | USA                                                               | Tiffany Porter                                                | Storbritannien                                                | Resultat |
| 60 m häck | 7,81 s SB                                                    | 7,81 s SB                                                    | 7,82 s                                                            | 7,82 s                                                            | 7,90 s                                                        | 7,90 s                                                        | Resultat |
| Femkamp | Brianne Theisen-Eaton                                        | Kanada                                                       | Anastasija Mochniuk                                               | Ukraina                                                           | Alina Fjodorova                                               | Ukraina                                                       | Resultat |
| Femkamp | 4 881 p WL KR NR                                             | 4 881 p WL KR NR                                             | 4 847 p PB                                                        | 4 847 p PB                                                        | 4 770 p PB                                                    | 4 770 p PB                                                    | Resultat |
| Längdhopp | Brittney Reese                                               | USA                                                          | Ivana Španović                                                    | Serbien                                                           | Lorraine Ugen                                                 | Storbritannien                                                | Resultat |
| Längdhopp | 7,22 m WL                                                    | 7,22 m WL                                                    | 7,07 m NR                                                         | 7,07 m NR                                                         | 6,93 m NR                                                     | 6,93 m NR                                                     | Resultat |
| Tresteg | Yulimar Rojas                                                | Venezuela                                                    | Kristin Gierisch                                                  | Tyskland                                                          | Voula Papachristou                                            | Grekland                                                      | Resultat |
| Tresteg | 14,41 m                                                      | 14,41 m                                                      | 14,30 m SB                                                        | 14,30 m SB                                                        | 14,15 m                                                       | 14,15 m                                                       | Resultat |
| Höjdhopp | Vashti Cunningham                                            | USA                                                          | Ruth Beitia                                                       | Spanien                                                           | Kamila Lićwinko                                               | Polen                                                         | Resultat |
| Höjdhopp | 1,96 m                                                       | 1,96 m                                                       | 1,96 m                                                            | 1,96 m                                                            | 1,96 m                                                        | 1,96 m                                                        | Resultat |
| Stavhopp | Jennifer Suhr                                                | USA                                                          | Sandi Morris                                                      | USA                                                               | Ekateríni Stefanídi                                           | Grekland                                                      | Resultat |
| Stavhopp | 4,90 m CR                                                    | 4,90 m CR                                                    | 4,85 m                                                            | 4,85 m                                                            | 4,80 m                                                        | 4,80 m                                                        | Resultat |
| Kula | Michelle Carter                                              | USA                                                          | Anita Márton                                                      | Ungern                                                            | Valerie Adams                                                 | Nya Zeeland                                                   | Resultat |
| Kula | 20,21 m WL                                                   | 20,21 m WL                                                   | 19,33 m NR                                                        | 19,33 m NR                                                        | 19,25 m                                                       | 19,25 m                                                       | Resultat |
| 4 × 400 m | USA                                                          | USA                                                          | Polen                                                             | Polen                                                             | Rumänien                                                      | Rumänien                                                      | Resultat |
| 4 × 400 m | Natasha Hastings Quanera Hayes Courtney Okolo Ashley Spencer | Natasha Hastings Quanera Hayes Courtney Okolo Ashley Spencer | Ewelina Ptak Małgorzata Hołub Magdalena Gorzkowska Justyna Święty | Ewelina Ptak Małgorzata Hołub Magdalena Gorzkowska Justyna Święty | Adelina Pastor Elena Mirela Lavric Andrea Miklós Bianca Răzor | Adelina Pastor Elena Mirela Lavric Andrea Miklós Bianca Răzor | Resultat |
| 4 × 400 m | 3.26,38 WL                                                   | 3.26,38 WL                                                   | 3.31,15 SB                                                        | 3.31,15 SB                                                        | 3.31,51 SB                                                    | 3.31,51 SB                                                    | Resultat |
| Förkortningar: WR = Världsrekord \| KR = Kontinentrekord \| NR = Nationsrekord \| CR = Mästerskapsrekord \| WL = Världsårsbästa \| PB = Personbästa \| SB = Årsbästa |                                                              |                                                              |                                                                   |                                                                   |                                                               |                                                               |          |

## Medaljliga
| Pl.    | Nation              | Guld | Silver | Brons | Totalt |
| ------ | ------------------- | ---- | ------ | ----- | ------ |
| 1      | USA                 | 13   | 6      | 4     | 23     |
| 2      | Etiopien            | 2    | 2      | 1     | 5      |
| 3      | Frankrike           | 1    | 1      | 2     | 4      |
| 4      | Jamaica             | 1    | 1      | 1     | 3      |
| 5      | Burundi             | 1    | 1      | 0     | 2      |
| 5      | Nederländerna       | 1    | 1      | 0     | 2      |
| 5      | Tjeckien            | 1    | 1      | 0     | 2      |
| 8      | Nya Zeeland         | 1    | 0      | 2     | 3      |
| 9      | Kina                | 1    | 0      | 1     | 2      |
| 10     | Bahrain             | 1    | 0      | 0     | 1      |
| 10     | Italien             | 1    | 0      | 0     | 1      |
| 10     | Kanada              | 1    | 0      | 0     | 1      |
| 10     | Venezuela           | 1    | 0      | 0     | 1      |
| 14     | Tyskland            | 0    | 2      | 1     | 3      |
| 14     | Ukraina             | 0    | 2      | 1     | 3      |
| 16     | Polen               | 0    | 1      | 2     | 3      |
| 16     | Storbritannien      | 0    | 1      | 2     | 3      |
| 18     | Rumänien            | 0    | 1      | 1     | 2      |
| 19     | Australien          | 0    | 1      | 0     | 1      |
| 19     | Bahamas             | 0    | 1      | 0     | 1      |
| 19     | Qatar               | 0    | 1      | 0     | 1      |
| 19     | Serbien             | 0    | 1      | 0     | 1      |
| 19     | Spanien             | 0    | 1      | 0     | 1      |
| 19     | Ungern              | 0    | 1      | 0     | 1      |
| 25     | Grekland            | 0    | 0      | 2     | 2      |
| 25     | Kenya               | 0    | 0      | 2     | 2      |
| 25     | Trinidad och Tobago | 0    | 0      | 2     | 2      |
| 28     | Barbados            | 0    | 0      | 1     | 1      |
| 28     | Kroatien            | 0    | 0      | 1     | 1      |
| Totalt | Totalt              | 26   | 26     | 26    | 78     |